# Horváth Péter irodalmi ösztöndíj
A Horváth Péter Irodalmi Ösztöndíjat Dr. Horváth Péter üzletember, a stuttgarti székhelyű Horváth – amelynek magyarországi tagja az IFUA Horváth & Partners – alapítója hozta létre 2013-ban a fiatal magyar alkotók megsegítésére. Az ösztöndíj célja a legtehetségesebb pályakezdők, a már rendszeresen publikáló, 35 évesnél nem idősebb szerzők (írók, költők, kritikusok, esszéisták) támogatása, számukra egy évnyi nyugodt munkakörülmények biztosítása, új művek megszületésének ösztönzése, a kiadott mű németországi megjelentetésének elősegítése.
Az ösztöndíj összege az induláskor nettó 6000 euró volt, ezt 2024-ben 7000 euróra emelték. A díjazott a pénzjutalom mellett lehetőséget kap a Solitude Akadémia által biztosított egy hónapos stuttgarti alkotói tartózkodásra, ez 2015-től kiegészül a Literarisches Colloquium Berlin (LCB) által felajánlott, jelentős összegű külön ösztöndíjjal járó – ugyancsak egyhónapos – berlini alkotói tartózkodással is. Az ösztöndíj minden év őszén a sajtó jelenlétében kerül átadásra a kultúrát, az irodalmat támogató budapesti vendéglátóhelyek valamelyikén. Az ösztöndíj kuratóriuma: Keresztury Tibor író, kritikus, szerkesztő, a kuratórium elnöke, Parti Nagy Lajos (korábban, az ösztöndíj létrehozásától kezdve haláláig Esterházy Péter) író és Szilasi László író, irodalomtörténész, tanszékvezető egyetemi tanár, kurátor.
A jelöltek nevét, a kuratórium által összeállított top 10-es listát a Litera egy hónappal a díjátadás előtt hozza nyilvánosságra. A versenyben maradt három – a díjátadásra meghívott, és ott felolvasó – jelölt nevét egy héttel a díjátadás előtt ismerteti, a díjazottról pedig átfogó portrét közöl.

## 2013

### A tíz jelölt[4]
- Bartók Imre
- Csobánka Zsuzsa
- Krusovszky Dénes
- Simon Márton
- Sirokai Mátyás
- Szabó Marcell
- Szálinger Balázs
- Szőcs Petra
- Vári György
- Závada Péter

### Shortlist[5]
- Csobánka Zsuzsa
- Krusovszky Dénes
- Závada Péter

### A díjazott
- Krusovszky Dénes[6]

## 2014

### A tíz jelölt[7]
- Babiczky Tibor: Magas tenger, Magvető Könyvkiadó, 2014
- Bajtai András: Kerekebb napok, Kalligram Könyvkiadó, 2014
- Fehér Renátó: Garázsmenet, Magvető Könyvkiadó, 2014
- Kerber Balázs: Alszom rendszertelenül, József Attila Kör, Prae.hu, 2014
- Lanczkor Gábor: Folyamisten, Libri Kiadó, 2014
- Mán-Várhegyi Réka: Boldogtalanság az Auróra-telepen, József Attila Kör, Prae.hu, 2014
- Nagy Márta Júlia: Ophélia a kádban, József Attila Kör, Prae.hu, 2014
- Nemes Z. Márió: A hercegprímás elsírja magát, Libri Kiadó, 2014
- Pőcze Flóra: A Moszkva tér gyermekei, Libri Kiadó, 2014
- Tóth Kinga: All Machine, Magvető Könyvkiadó, 2014

### Shortlist[8]
- Bajtai András: Kerekebb napok, Kalligram Könyvkiadó, 2014
- Lanczkor Gábor: Folyamisten, Libri Kiadó, 2014
- Mán-Várhegyi Réka: Boldogtalanság az Auróra-telepen, József Attila Kör, Prae.hu, 2014

### A díjazott
- Mán-Várhegyi Réka: Boldogtalanság az Auróra-telepen, József Attila Kör, Prae.hu, 2014[9]

## 2015

### A tíz jelölt[10]
- Áfra János: Két akarat, Kalligram Könyvkiadó, 2015
- Babiczky Tibor: Kivilágított ég, Magvető Könyvkiadó, 2015
- Balaskó Ákos: A gépház üzen, Magvető Könyvkiadó, 2014
- Kemény Zsófi: Nyílt láng használata, Libri Kiadó, 2015
- Papp-Zakor Ilka: Angyalvacsora, József Attila Kör, Prae.hu, 2015
- Potozky László: Éles, Magvető Könyvkiadó, 2015
- Sirokai Mátyás: A káprázatbeliekhez, Libri Kiadó, 2015
- Toroczkay András: A labirintusból haza, József Attila Kör, Prae.hu, 2015
- Turi Tímea: A dolgok, amikről nem beszélünk, Magvető Könyvkiadó, 2014
- Závada Péter: Mész, Libri Kiadó, 2015

### Shortlist[11]
- Áfra János: Két akarat, Kalligram Könyvkiadó, 2015
- Papp-Zakor Ilka: Angyalvacsora, József Attila Kör, Prae.hu, 2015
- Závada Péter: Mész, Libri Kiadó, 2015

### A díjazott
- Áfra János: Két akarat, Kalligram Könyvkiadó, 2015[12]

## 2016

### A tíz jelölt[13]
- Bartók Imre: Láttam a ködnek országát, Jelenkor
- Bencsik Orsolya: Több élet, Fórum-Magvető
- Gál Soma: Sármesék, FISZ
- Horváth Benji: Az amnézia útja, JAK-Prae
- Hyross Ferenc: Tömegvonzás, FISZ
- Lanczkor Gábor: Apás szülés, Jelenkor
- Makai Máté: Koriolán dala, FISZ
- Nagy Kata: Inkognitóablak, JAK-Prae
- Purosz Leonidasz: A városnak meg kell épülnie, FISZ
- Szabó Róbert Csaba: Alakváltók, Jelenkor

### Shortlist[14]
- Bencsik Orsolya: Több élet, Fórum-Magvető
- Nagy Kata: Inkognitóablak, JAK-Prae
- Szabó Róbert Csaba: Alakváltók, Jelenkor

### A díjazott
- Bencsik Orsolya: Több élet, Fórum-Magvető[15]

## 2017

### A tíz jelölt[16]
- Bognár Péter: A fényes rend (Magvető, 2017)
- Bódi Péter: Hipster (Kalligram, 2017)
- Czinki Ferenc: A pozsonyi metró (Scolar, 2017)
- Ferencz Mónika: Hátam mögött dél (Scolar, 2017)
- Hevesi Judit: Holnap ne gyere (Magvető, 2017)
- Potozky László: Égéstermék (Magvető, 2017)
- Szerényi Szabolcs: Éhség (FISZ, 2017)
- Tóth Kinga: Holdvilágképűek (Magvető, 2017)
- Turi Tímea: Anna visszafordul (Magvető, 2017)
- Závada Péter: Roncs szélárnyékban (Jelenkor, 2017)

### Shortlist
- Czinki Ferenc: A pozsonyi metró (Scolar, 2017)
- Potozky László: Égéstermék (Magvető, 2017)
- Závada Péter: Roncs szélárnyékban (Jelenkor, 2017)

### A díjazott
- Závada Péter: Roncs szélárnyékban (Jelenkor, 2017)

## 2018

### A tíz jelölt[17]
- Balaskó Ákos: Tejsav, Magvető, 2018
- Bartók Imre: Jerikó épül, Jelenkor, 2018
- Csepelyi Adrienn: Belemenés, Európa, 2018
- Fehér Renátó: Holtidény, Magvető, 2018
- Németh Gábor Dávid: Banán és kutya, Fiatal Írók Szövetsége, 2017
- Papp-Zakor Ilka: Az utolsó állatkert, Kalligram, 2018
- Simon Márton: Rókák esküvője, Jelenkor, 2018
- Szendi Nóra: Természetes lustaság, Kalligram, 2018
- Szöllősi Mátyás: Simon Péter, Európa, 2018
- Vajna Ádám: Oda, Scolar Kiadó, 2018

### Shortlist[18]
- Papp-Zakor Ilka: Az utolsó állatkert, Kalligram, 2018
- Simon Márton: Rókák esküvője, Jelenkor, 2018
- Vajna Ádám: Oda, Scolar Kiadó, 2018

A díjazott:
- Simon Márton: Rókák esküvője, Jelenkor, 2018

## 2019

### A tíz jelölt[19]
- Czakó Zsófia: Nagypénteken nem illik kertészkedni, Scolar L!ve
- Dékány Dávid: Dolgok C-hez, Jelenkor
- Győrfi Kata: Te alszol mélyebben, Jelenkor
- Harag Anita: Évszakhoz képest hűvösebb, Magvető
- Kerber Balázs: Conquest, Jelenkor
- Kormányos Ákos: Paraván, Forum-FISZ
- Moesko Péter: Megyünk haza, Műút
- Pál Sándor Attila: Balladáskönyv, Magvető
- Purosz Leonidasz: Egy férfi sosem hagyja félbe, Magvető
- Vass Norbert: Indiáncseresznye, FISZ

### Shortlist[20]
- Czakó Zsófia: Nagypénteken nem illik kertészkedni, Scolar L!ve
- Harag Anita: Évszakhoz képest hűvösebb, Magvető
- Pál Sándor Attila: Balladáskönyv, Magvető

### A díjazott[21]
- Harag Anita: Évszakhoz képest hűvösebb, Magvető

## 2020
A tíz jelölt
- Bakos Gyöngyi: Nyolcszáz utca gyalog (Magvető)
- Bartók Imre: Majmom, Vergilius (Műút)
- Bíró Krisztián: eldorádó ostroma (Jelenkor)
- Borsik Miklós: átoknaptár (Jelenkor)
- Gál Hunor: kartonfless (Magvető)
- Kállay Eszter: Kéz a levegőben (Magvető)
- Kemenes Henriette: Odú (FISZ)
- Korpa Tamás: A lombhullásról egy júliusi tölggyel (Kalligram)
- Mécs Anna: Kapcsolati hiba (Scolar)
- Ozsváth Zsuzsa: Előző részek (FISZ)

Shortlist
- Bartók Imre: Majmom, Vergilius (Műút)
- Kemenes Henriette: Odú (FISZ)
- Korpa Tamás: A lombhullásról egy júliusi tölggyel (Kalligram)

A díjazott
- Bartók Imre: Majmom, Vergilius (Műút)

## 2021
A tíz jelölt
- Celler Kiss Tamás: A mérgezett gyalog (Forum-FISZ)
- Juhász Tibor: Amire telik (Scolar)
- Kormányos Ákos: Töredezettségmentesítés (Forum-FISZ)
- Lukács Flóra: Egy sanghaji hotel teraszán (FISZ)
- Papp-Zakor Ilka: Majd ha fagy (Kalligram)
- Pál Sándor Attila: Rokonok (Magvető)
- Puskás Panni: A rezervátum visszafoglalása (Magvető)
- Szabó Marcell: A zseb vallási karaktere (Műút)
- Vida Kamilla: Konstruktív bizalmatlansági indítvány (Magvető)
- Vonnák Diána: Látlak (Jelenkor)

Shortlist
- Kormányos Ákos: Töredezettségmentesítés (Forum-FISZ)
- Puskás Panni: A rezervátum visszafoglalása (Magvető)
- Vida Kamilla: Konstruktív bizalmatlansági indítvány (Magvető)

A díjazott
Kormányos Ákos: Töredezettségmentesítés (Forum-FISZ)

## 2022
A tíz jelölt
- Borda Réka: Égig érő csalán (Scolar)
- Czakó Zsófia: Szívhang (Scolar)
- Deres Kornélia: Box (Jelenkor)
- Fehér Renátó: Torkolatcsönd (Magvető)
- Hegedüs Vera: Ostoba (Műút)
- Horváth Benji: Emlékmű a jövőnek (Jelenkor)
- Korpa Tamás: Házsongárd Live (Erdélyi Híradó-Kalligram)
- Kustos Júlia: Hullámtörő (Jelenkor)
- Moesko Péter: Őszi hó (Kalligram)
- Tóth Réka Ágnes: Ultraibolya (Prae)

Shortlist
- Fehér Renátó: Torkolatcsönd (Magvető)
- Hegedüs Vera: Ostoba (Műút)
- Korpa Tamás: Házsongárd Live (Erdélyi Híradó-Kalligram)

A díjazott
Hegedüs Vera: Ostoba (Műút)

## 2023
A tíz jelölt
- André Ferenc: kepler horoszkópírás közben letér a pályájáról (Jelenkor)
- Antalovics Péter: Magánbeszélgetés (Forum)
- Kali Ágnes: Megvakult angyalok (Kalligram / Bookart)
- Kellerwessel Klaus: Hátam mögött a hulló porcelán (Magvető)
- Kemény Zsófi: Most vagyok soha (Jelenkor)
- Mechiat Zina: Álomból föl, vidékre le (Scolar)
- Oláh Péter: a delfinek nem alszanak (FISZ)
- Pál Sándor Attila: Daloskönyv (Magvető)
- Szilágyi Zsófia Emma: Szonja (Helikon)
- Vados Anna: Nincs véna (Magvető)

Shortlist
- Kali Ágnes: Megvakult angyalok (Kalligram / Bookart)
- Kemény Zsófi: Most vagyok soha (Jelenkor)
- Pál Sándor Attila: Daloskönyv (Magvető)

A díjazott
- Pál Sándor Attila: Daloskönyv (Magvető)

## Statisztikák

### Legtöbb jelölést begyűjtő szerzők (2013–2018)
| Szerző          | Jelölések | Győzelmek | Évek             |
| --------------- | --------- | --------- | ---------------- |
| Babiczky Tibor  | 2         | 0         | 2014, 2015       |
| Balaskó Ákos    | 2         | 0         | 2015, 2018       |
| Bartók Imre     | 3         | 0         | 2013, 2016, 2018 |
| Fehér Renátó    | 2         | 0         | 2014, 2018       |
| Lanczkor Gábor  | 2         | 0         | 2014, 2016       |
| Simon Márton    | 2         | 1         | 2013, 2018       |
| Sirokai Mátyás  | 2         | 0         | 2013, 2015       |
| Papp-Zakor Ilka | 2         | 0         | 2015, 2018       |
| Potozky László  | 2         | 0         | 2015, 2017       |
| Tóth Kinga      | 2         | 0         | 2014, 2017       |
| Závada Péter    | 3         | 1         | 2013, 2015, 2017 |

### Legtöbb jelölést begyűjtő kiadók (2014–2015)
| Kiadó                | Jelölések száma | Győzelmek száma | Győzelem éve |
| -------------------- | --------------- | --------------- | ------------ |
| József Attila Kör    | 5               | 1               | 2014         |
| Kalligram Könyvkiadó | 2               | 1               | 2015         |
| Libri Kiadó          | 6               | 0               | -            |
| Magvető Könyvkiadó   | 7               | 0               | -            |

## További olvasnivaló
- Megmondjuk, ki lesz a legjobb 35 év alatti magyar író Archiválva 2016. november 29-i dátummal a Wayback Machine-ben, KönyvesBlog, 2016. november 28.